# Manejo dietético da doença de Parkinson
A doença de Parkinson (DP) é a segunda doença neurológica mais prevalente nos Estados Unidos e na Europa, afetando cerca de 1% da população com mais de 60 anos. Embora espera-se que a prevalência da DP aumente, não existe nenhuma terapia preventiva ou curativa para a DP. A  ligação entre o início da doença de Parkinson e os factores ambientais seja conhecida, a relação entre os padrões alimentares e a doença  está no inicio das pesquisas para uma melhor compreensão. Além disso, as pesquisas buscam examinar os sintomas da DP e sugerir métodos sobre como aliviá-los por meio de mudanças na dieta. Os medicamentos atuais que aliviam os sintomas da doença  também podem se tornar mais eficazes por meio de adequação na dieta.

## Fundo
A doença de Parkinson é uma doença degenerativa do sistema nervoso central que resulta da morte de células produtoras de dopamina. com à morte dessas células, menos dopamina fica disponível no cérebro, resultando em tremores e outros efeitos colaterais nas funções motoras. O motivo da morte dessas células é um tópico de pesquisa atual, com algumas teorias sugerindo uma contribuição do estresse oxidativo devido aos radicais livres e à inflamação. Há diversas opções de tratamento medicamentoso disponíveis para aliviar os sintomas, e além disso, vários estudos apoiampapel da dieta e dos padrões alimentares na redução do risco ou no alívio da gravidade desses sintomas.

## Prevenção alimentar e neuroproteção
A morte de neurônios que são responsáveis pela produção de dopamina no sistema nervoso central, em geral, é responsável pelos sintomas da DP. O estresse oxidativo, que provoca a morte desses neurônios produtores de dopamina, é causado pelo metabolismo e pela produção de moléculas conhecidas como radicais livres. O acúmulo desses radicais livres no cérebro provoca  danos aos neurônios, que por sua vez,  os neurônios produtores de dopamina são vulneráveis ao estresse oxidativo pelos níveis relativamente altos de metabolismo associados à produção de dopamina, resultando em quantidades  maiores de radicais livres produzidos por esses neurônios produtores de dopamina. Os efeitos da dopamina no cérebro são generalizados, incluindo o controle motor voluntário. Com a morte dessas células produtoras de dopamina em uma área do mesencéfalo conhecida como substância negra, o sistema nervoso central tem menos controle sobre o corpo, resultando nos tremores e rigidez.

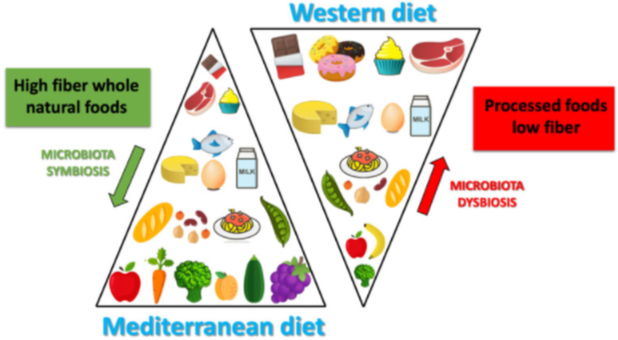
Alimentos da dieta mediterrânica em comparação com a dieta ocidental típica

Os antioxidantes são úteis na prevenção da doença de Parkinson porque eliminam os radicais livres, como o nitrogênio reativo e o oxigênio, evitando seu acúmulo e a destruição dos neurônios produtores de dopamina. Pesquisas tentaram relacionar padrões alimentares à probabilidade de desenvolver a doença de Parkinson. As dietas MIND e Mediterrânea estão surgindo como dietas potencialmente benéficas para pessoas com Parkinson. Pessoas com Parkinson que mantiveram a dieta mediterrânica tiveram maior probabilidade de apresentar sintomas 17,4 anos mais cedo do que aquelas que a seguiram de perto; enquanto os participantes da dieta MIND funcionaram a um nível cognitivo 7,5 anos mais jovem e declinaram cognitivamente mais lentamente. Pesquisas mostram que uma dieta composta por alimentos tipicamente associados à dieta mediterrânea pode atuar como uma medida preventiva para a doença devido aos altos níveis de antioxidantes encontrados nesses alimentos, como fenóis complexos, vitaminas C e E e carotenoides. Uma dieta mediterrânea típica consiste em uma alta ingestão de vegetais, legumes, frutas e cereais, azeite de oliva (ácidos graxos insaturados) e peixes, e ingestão baixa a moderada de alimentos como laticínios, carnes e aves. Uma pesquisa realizada pela Johns Hopkins descobriu que um composto comum nas frutas, chamado farnesol, preserva os neurônios dopaminérgicos. No entanto, as pessoas que consomem mais produtos lácteos têm uma probabilidade maior de desenvolver a doença de Parkinson. É importante notar que o risco aumentado pelo consumo de produtos lácteos é pequeno e os laticínios fornecem diferentes nutrientes que são benéficos para pessoas com Parkinson. Além disso, foi observado que a ingestão de gorduras animais pode estar relacionada ao desenvolvimento da doença. Também foi sugerido que uma dieta que resulta em alto teor de urato plasmático pode resultar em um risco reduzido de desenvolver Parkinson. No entanto, os resultados inconsistentes e a necessidade de mais evidências exigem que mais pesquisas sejam conduzidas antes de sugerir recomendações alimentares.

## Gestão dos sintomas através da dieta
Os sintomas típicos da doença incluem tremores corporais, rigidez, lentidão de movimentos, dificuldade de movimento, bem como outros sintomas motores. À medida que a doença progride, os pacientes desenvolvem problemas cognitivos e comportamentais, como demência, deficiência sensorial, problemas de sono e questões emocionais. A (DP) pode afetar os neurônios que controlam o processo digestivo, de modo que os indivíduos podem apresentar constipação e gastroparesia devido à doença. A DP também pode deixar o indivíduo mais cansado no final do dia, diminuindo a probabilidade de querer comer e levando a mais problemas alimentares.
Nenhuma dieta especial é necessária para indivíduos com DP, mas uma dieta bem balanceada é benéfica devido aos efeitos de aumento de energia e melhor eficácia dos medicamentos. Além disso, pesquisas demonstraram que refeições nutricionalmente saudáveis e balanceadas permitem o uso mais eficaz de medicamentos redutores de sintomas. Para lidar com a diminuição de energia que muitos pacientes apresentam, refeições menores são recomendadas nesses casos. Uma boa dieta inclui alimentos ricos em fibras (como vegetais, ervilhas secas, feijões, alimentos integrais, macarrão, arroz e frutas frescas) para reduzir a constipação, baixo teor de gorduras saturadas e colesterol, baixo consumo de açúcar e sal, bastante água e consumo limitado de álcool. Embora isso precise ser mais esclarecido, estudos recentes mostraram que a curcumina, uma substância química presente na cúrcuma e muito consumida pela população do sul da Ásia, pode ter funções protetoras na DP.

## Considerações dietéticas com medicamentos
Os tratamentos só são eficazes na moderação dos sintomas da doença, principalmente com medicamentos como levodopa (L-DOPA) e agonistas da dopamina. No entanto, quando muitas células produtoras de dopamina são perdidas, os efeitos da L-DOPA se tornam menos eficazes. Quando isso ocorre, uma complicação conhecida como discinesia geralmente ocorre, na qual os indivíduos sofrem movimentos de contorção involuntários, apesar do uso de L-DOPA. Os efeitos da discinesia variam entre períodos de sintomas altos e baixos. Para limitar o aparecimento de discinesia, as dosagens típicas de L-DOPA são mantidas o mais baixas possível, mas ainda assim alcançam os resultados desejados. Por fim, nos casos em que os medicamentos são ineficazes, a estimulação cerebral profunda e a cirurgia podem ser usadas para reduzir os sintomas.
A levodopa é tomada por via oral e absorvida pelo intestino delgado até o sangue, competindo pelo acesso com proteínas naturais. Além disso, uma vez que o medicamento entra na corrente sanguínea, a L-DOPA utiliza as mesmas vias para atravessar a barreira hematoencefálica que a proteína natural. Apenas cerca de 5 a 10% da levodopa atravessa a barreira hematoencefálica, enquanto o restante é metabolizado em outras partes do corpo. Sabe-se que o metabolismo de medicamentos em outros locais causa efeitos colaterais como náuseas, discinesias e rigidez.
Uma dieta com baixo teor de proteína é indicada para melhorar a eficácia de medicamentos para DP, como a L-DOPA, já que a L-DOPA compete com essas proteínas da dieta pelo acesso ao sangue e ao cérebro. Portanto, é recomendado que o medicamento seja tomado de forma que não seja afetado pela digestão. Recomenda-se tomar L-DOPA idealmente 30 minutos antes das refeições ou pelo menos 1 hora depois. Às vezes, é recomendada uma dieta de redistribuição de proteínas, na qual a maior parte das proteínas deve ser consumida à tarde. Entretanto, com o desenvolvimento de discinesias, a dieta de redistribuição de proteínas não precisa ser aplicada porque retardar a absorção de L-DOPA pode ser benéfico. Beber bastante água junto com a ingestão de L-DOPA garante que o medicamento seja absorvido mais rapidamente. A L-DOPA pode causar náuseas em algumas pessoas quando tomada com o estômago vazio. Os métodos para reduzir a náusea incluem tomar carbidopa (Sinemet), bebidas açucaradas para acalmar o estômago e evitar sucos de laranja e toranja devido à alta acidez. Sabe-se que alguns medicamentos para DP causam sede no paciente, e os métodos para reduzir a sede incluem beber bastante água e limitar a ingestão de cafeína, pois ela pode interferir na medicação ou aumentar a sede.